# Julian Kornhauser
Julian Kornhauser (ur. 20 września 1946 w Gliwicach) – polski poeta, prozaik, krytyk literacki, eseista, autor książek dla dzieci, znawca i tłumacz literatury serbskiej i chorwackiej, współtwórca grupy literackiej „Teraz”, profesor nauk humanistycznych, nauczyciel akademicki Uniwersytetu Jagiellońskiego. Jest jednym z najbardziej znanych przedstawicieli poetyckiej Nowej Fali z lat 70. XX wieku.

## Życiorys
Syn krakowskiego Żyda Jakuba Kornhausera (1913–1972), więźnia obozów w Płaszowie, Natzweiler, Neckarelz oraz Dachau, i pochodzącej z Chorzowa Ślązaczki Małgorzaty Glombik (1914–1987). Absolwent V Liceum Ogólnokształcącego w Gliwicach. Magisterium uzyskał na Uniwersytecie Jagiellońskim (1970; serbistyka i kroatystyka). Tam też w 1975 uzyskał doktorat, w 1982 habilitację (na podstawie książki Sygnalizm: propozycja serbskiej poezji eksperymentalnej), a tytuł naukowy profesora został mu nadany przez Prezydenta RP w 1996.
Julian Kornhauser jest żonaty z polonistką Alicją Wojną-Kornhauser i ma dwoje dzieci. Córka Agata jest filolożką germańską, w 2015 roku została Pierwszą Damą Rzeczpospolitej Polskiej jako żona Andrzeja Dudy. Syn, dr Jakub Kornhauser, jest literaturoznawcą, nauczycielem akademickim Uniwersytetu Jagiellońskiego, tłumaczem i poetą.
W konsekwencji przebytego w 2008 roku krwotocznego udaru mózgu prof. Julian Kornhauser cierpi na afazję i paraliż prawej strony ciała. Wycofał się z pracy zawodowej i twórczej oraz życia publicznego. Po latach milczenia w roku 2015 opublikował na łamach miesięcznika „Twórczość” (nr 12) dwa wiersze: Do Stanisława Barańczaka oraz Powidła.

### Kariera zawodowa
Zatrudniony w Instytucie Filologii Słowiańskiej UJ od 1970 roku, kolejno na stanowisku asystenta (1970–1972), starszego asystenta (1972–1977), adiunkta (1977–1984), docenta (1984–1993), profesora nadzwyczajnego UJ (1993–1996), profesora nadzwyczajnego (1997–2001) i profesora zwyczajnego od 2002 do przejścia na emeryturę w 2010 roku. W latach 1987–1988 i 1990–1991 wicedyrektor, a w latach 1993–2002 dyrektor Instytutu Filologii Słowiańskiej Uniwersytetu Jagiellońskiego. W latach 1991–1993 kierownik Zakładu Literatur Słowiańskich w IFS UJ, a w latach 1997–2010 kierownik Katedry Filologii Chorwackiej, Serbskiej i Słoweńskiej w IFS UJ. Prowadził także warsztaty poetyckie w Studium Literacko-Artystycznym. Ponadto w latach 2002–2005 kierował Katedrą Slawistyki w Instytucie Filologii Polskiej Uniwersytetu Opolskiego.
Był bądź jest członkiem kilku Komisji PAN i PAU, a także wiceprzewodniczącym Rady Języka Polskiego przy Prezydium PAN i członkiem Komitetu Słowianoznawstwa PAN. Od 2001 roku jest redaktorem naczelnym „Pamiętnika Słowiańskiego”. W latach 2002–2005 był członkiem Senatu Uniwersytetu Jagiellońskiego, w latach 2005–2008 pełnił funkcję kierownika Studiów Doktoranckich przy Wydziale Filologicznym UJ. W latach 2006–2013 był jurorem Nagrody Literackiej Europy Środkowej Angelus (w latach 2008–2013 w obradach jury zastępował go Jakub Kornhauser). Członek SPP i PEN Clubu.
Specjalizuje się w literaturo- i kulturoznawstwie chorwackim i serbskim XX wieku, historii literatury polskiej po 1945 roku oraz w zagadnieniach przekładoznawstwa i komparatystyki (głównie poezja i życie literackie). Jest autorem ponad trzystu publikacji (w tym 14 monografii naukowych i tomów szkiców krytycznoliterackich). Wypromował sześcioro doktorów nauk humanistycznych.

### Represje w okresie PRL-u
Tom poezji „Zabójstwo” z 1973 roku Juliana Kornhausera, który zawierał wiersze odrzucone przez cenzurę, był jednym z pierwszych polskich samizdatów. W 1975 roku był sygnatariuszem Listu 59, protestu polskich intelektualistów przeciw zmianom w konstytucji PRL, zwłaszcza o wpisaniu do niej kierowniczej roli PZPR i wieczystego sojuszu z ZSRR.
Był rozpracowywany w ramach SOR „Myśliciel” KR 14382 z powodu sygnowania „listu 59”, publikacji swoich tekstów w drugim obiegu i ich kolportażu, jak również utrzymywania kontaktów ze środowiskami tworzącymi KOR. Służba Bezpieczeństwa utrudniała publikacje jego utworów oraz awans na uczelni. Po ogłoszeniu stanu wojennego był internowany w dniach 15–24 grudnia 1981.

## Twórczość
Jego debiut miał miejsce na łamach miesięcznika Poezja i w Almanachu młodych „Iskier” w 1967 roku. Od 1968 do 1975 roku był członkiem grupy poetyckiej Teraz. W latach 1981–1983 współredagował miesięcznik Pismo, następnie był współautorem drugoobiegowego czasopisma „NaGłos”, gdzie publikował swoją prozę oraz interpretował swoją poezję. W latach 90. ogłaszał eseje i recenzje na łamach „Gazety Wyborczej” oraz „Tygodnika Powszechnego”, w latach dwutysięcznych publikował również w „Dzienniku Polska-Europa-Świat” i „Rzeczpospolitej”. Stale współpracował z prasą kulturalną i literacką, jest członkiem zespołu redakcyjnego „Kwartalnika Artystycznego”, był członkiem redakcji „Dekady Literackiej”, a szkice krytycznoliterackie, wiersze i przekłady publikował m.in. w „Twórczości”, „Odrze”, „Literaturze na Świecie”, „Tekstach Drugich” i in. Julianowi Kornhauserowi poświęcono m.in. numer monograficzny czasopisma literackiego „Topos” (nr 3/2006). W 2016 roku ukazał się obszerny tom krytyczny poświęcony recepcji Juliana Kornhausera pt. Rzeczy do nazwania. Wokół Kornhausera (red. Adrian Gleń, Jakub Kornhauser, WBPiCAK, Poznań 2016), a także potężny, liczący ponad siedemset stron, tom Wiersze zebrane (red. Adrian Gleń, Jakub Kornhauser, WBPiCAK, Poznań 2016).
Jego twórczość poetycka była publikowana w wielu antologiach XX-wiecznej poezji polskiej wydawanych w Polsce i za granicą. Książki doczekały się tłumaczeń na języki obce: m.in.:
- na język angielski:
  - Been and Gone (polsko-angielski wybór wierszy; Michigan, Marick Press), 2009
- na język bułgarski:
  - Osa za stykłoto (Wybór wierszy; Sofia, AngoBoy), 1997
- na język chorwacki:
  - Kuća, san i dječje igre (Dom, sen i gry dziecięce; Lublana, Egzil ABC), 1996
- na język niderlandzki:
  - Poetri, Rotterdam: Rotterdamse Kunststichtung, 1986
- na język niemiecki:
  - Zuhause, Traum und Kinderspiele (Dom, sen i gry dziecięce; Potsdamer, Deutsches Kulturforum Östliches Europa), 2003
- na język serbski:
  - Načelne teškoće (wybór wierszy; Vršac, Književna Opstina), 1989
  - Kamičak i senka (Kamień i cień; Belgrad, Pismo), 1998
  - Signalizam (Sygnalizm; Nisz, Prosveta) 1998.
- na język węgierski:
  - Otthon, álmok, gyermekkori játékok. Szentimentális történet (Dom, sen i gry dziecięce; Budapeszt, Gondolat), 2008

### Poezja
- Nastanie święto i dla leniuchów (Warszawa, Wydawnictwo „Iskry”), 1972
- W fabrykach udajemy smutnych rewolucjonistów (Kraków, Wydawnictwo Literackie), 1973
- Zabójstwo (Kraków, wyd. własne poza cenzurą), 1973
- Stan wyjątkowy (Warszawa, Państwowy Instytut Wydawniczy), 1978
- Zjadacze Kartofli (Kraków, Wydawnictwo Literackie), 1978
- Zasadnicze trudności (Warszawa, „Czytelnik”), 1979
- Każdego następnego dnia (Kraków, ABC), 1981
- Hurrraaa! (Kraków, Wydawnictwo Literackie), 1982
- Inny porządek: 1981–1984 (Kraków, Oficyna Literacka), 1985
- Za nas, z nami (Warszawa, Czytelnik), 1985
- Wiersze z lat osiemdziesiątych (Kraków, Wydawnictwo Literackie), 1991
- Kamyk i cień (Poznań, a5), 1996
- Było minęło (Warszawa, Nowy świat), 2001
- Origami (Kraków, Wydawnictwo Literackie), 2007
- Tylko błędy są żywe (Poznań, Wydawnictwo WBPiCAK), 2015[23].
- Wiersze zebrane (Poznań, Wydawnictwo WBPiCAK), 2016

### Proza
- Kilka chwil (Kraków, Wydawnictwo Literackie), 1975
- Stręczyciel idei (Kraków, Wydawnictwo Literackie), 1980
- Dom, sen i gry dziecięce. Opowieść sentymentalna. (Kraków, Znak), 1995

### Eseje, krytyka literacka
- Świat nie przedstawiony wraz z Adamem Zagajewskim (Kraków, Wydawnictwo Literackie), 1974
- Od mitu do konkretu. Szkice o modernizmie i awangardzie w poezji chorwackiej (Kraków, Wydawnictwo Literackie), 1978
- Współczesna poezja jugosłowiańska (1941–1970; Wrocław, Zakład Narodowy im. Ossolińskich), 1980
- Sygnalizm – propozycja serbskiej poezji eksperymentalnej (Kraków, UJ), 1981
- Wspólny język (Jugoslavica; Katowice, Śląsk), 1983
- Światło wewnętrzne (Kraków–Wrocław, Wydawnictwo Literackie), 1984
- Strategie liryczne serbskiej awangardy (Kraków, Universitas), 1991
- Międzyepoka. Szkice o poezji i krytyce. (Kraków, Baran i Suszczyński), 1995
- Postscriptum. Notatnik Krytyczny. (Kraków, Wydawnictwo Literackie), 1999
- Uśmiech Sfinksa. O Poezji Zbigniewa Herberta. (Kraków, Wydawnictwo Literackie), 2001
- Świadomość regionalna i mit odrębności. O stereotypach w literaturze serbskiej i chorwackiej (Kraków, „Scriptum”), 2001
- Poezja i codzienność (Kraków, Wydawnictwo Literackie), 2003

### Literatura dla dzieci
- Tyle rzeczy niezwykłych. Wiersze dla Agatki. (Kraków, Wydawnictwo Literackie), 1981
- Księżyc jak mandarynka (Kraków, Wydawnictwo Literackie), 2003

## Przekłady
- Marko Ristić, Wiersze (Kraków, Wydawnictwo Literackie), 1977
- Dušan Matić, Tajny płomień (Kraków, Wydawnictwo Literackie), 1980
- Slavko Mihalić, Sen w świetle (Warszawa, Państwowy Instytut Wydawniczy), 1980
- Tragarze zdań. Antologia młodej poezji serbskiej (Kraków, Wydawnictwo Literackie), 1983
- Josip Osti, Wszystkie flagi są czarne (Sejny, Pogranicze), 1995
- Lament nad Sarajewem. Siedmiu poetów z Bośni: Antologia poezji bośniackiej (Szczecin–Sejny, Pogranicze), 1996

## Opracowania twórczości
- Adrian Gleń, Języki rzeczywistości. O twórczości Juliana Kornhausera (Kraków, Instytut Literatury), 2019[24]

## Nagrody, odznaczenia, tytuły honorowe
- Nagroda Fundacji im. Kościelskich (1975)
- Nagroda Poetycka im. A. Bursy (1981)
- Europejska Nagroda Literacka (Jugosławia, 1989)
- Nagroda Stowarzyszenia Tłumaczy Polskich (1997)
- Nagroda Miasta Krakowa (1998)
- Złoty Krzyż Zasługi (1999)[25]
- Nagroda Krakowska Książka Miesiąca (za książkę Postscriptum. Notatnik krytyczny, grudzień 1999)
- nominacja do Wrocławskiej Nagrody Poetyckiej Silesius 2008 w kategorii książka roku za tom Origami
- Wrocławska Nagroda Poetycka „Silesius” 2016 za całokształt twórczości[26]
- Międzynarodowa Nagroda Poetycka Balatonu (Węgry, 2016)[27]
- tytuł Ambasadora Polszczyzny w Piśmie (2017)[28]
- tytuł doktora honoris causa Uniwersytetu Opolskiego (2022)[29]